# Giải bóng đá vô địch quốc gia Quần đảo Cook 1974
Giải bóng đá vô địch quốc gia Quần đảo Cook 1974 là mùa giải thứ 5 được ghi nhận của giải đấu bóng đá cao nhất ở Quần đảo Cook, với việc không rõ kết quả ở các mùa giải từ 1951 đến 1969. Titikaveka giành chức vô địch thứ 5 liên tiếp.